# Közös szemmozgató ideg

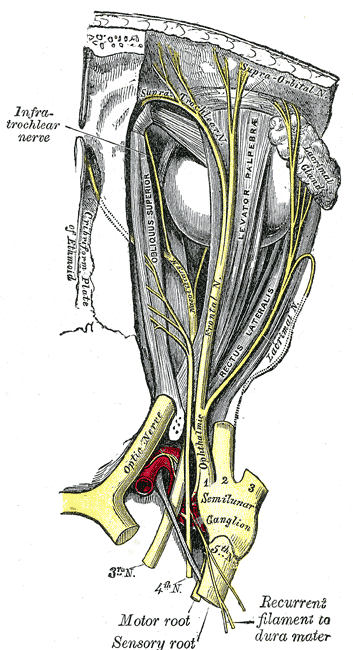
Nervus opticus, oculomotorius, trochlearis, ophtalmicus.

A szemmozgató idegek idegzik be mozgatóan a szem mozgásait biztosító finom működésű szemizmokat. Ezek közül kettő kivételével a többségüket a közös szemmozgató ideg. Felső szemhéjat emelő izmot is ellátja.

## Közös szemmozgató ideg (III. agyideg)
A közös szemmozgató ideg (nervus oculomotorius) motoros funkciójú agyideg: Szomatomotoros és paraszimpatikus motoros része van.

#### A közös szemmozgató ideg magvai
Az idegnek két motoros magja van: 
1. a fő motoros mag és
2. a járulékos paraszimpatikus mag

A  mag fő része annak a szürkeállománynak az elülső részében helyezkedik el, amely körbeveszi a Sylvius-csatornát a középagyban. A felső ikertestek szintjében van. Olyan idegsejtekből áll, amelyek kettő kivételével a (felső ferde és az oldalsó egyenes) ellátják az összes külső szemizmot. A kiinduló idegrostok előrefelé keresztülhaladnak a vörös mag (nucleus ruber) állományán és a középagy (mesencephalon) elülső felszínén az agykocsányok közti árokban (fossa interpeduncularis) lépnek ki. A fő motoros mag  rostokat kap mindkét oldali agyféltekéből. Rostokat kap a felső ikertestekből, és ezen az úton keresztül információkat kap a látókéregből. Ugyancsak kap rostokat a medialis hosszanti kötegből (fasciculus longitudinalis medialis), amelyen keresztül kapcsolatban áll a negyedik, hatodik és a nyolcadik agyideg magvaival.
Az ideg járulékos paraszimpatikus magja (nucleus accessorius parasympathicus) (Edinger-Westphal mag) a fő mag mögött helyezkedik el. Az idegsejtek axonjai, amelyek preganglionaris rostok, elkísérik a többi oculomotorius rostot a szemüregbe (orbita). Itt a szemüregben lévő dúcban (ganglion ciliare) átkapcsolódnak, és a postganglionaris rostok a (nervi ciliares breves) a szivárványhártya pupillaszűkítő izmához és a sugártest (corpus ciliare)  izmaihoz futnak. A mag rostokat kap az agykéregből az akkomodációs reflexhez, és rostokat a tectum előtti magból (nucleus pretectalis) a direkt és a konszenzuális fényreflexekhez.

#### A közös szemmozgató ideg lefutása
A közös szemmozgató ideg a középagy a elülső felszínén (fossa interpeduncularis) lép ki a központi idegrendszerből. Előrefelé áthalad a hátsó agyi verőér (arteria cerebri posterior) és a felső kisagyi verőér  (arteria cerebelli superior) között. Azután a középső koponyagödörben fut a barlangos agyi vénás öböl a (sinus cavernosus) oldalsó falában. Itt egy felső és egy alsó ágra oszlik, amelyek a szemüregbe a felső szemgödri hasadékon (fissura orbitalis superior) keresztül lépnek be. A következő külső szemizmokat idegzi be: a felső szemhéjemelő izom (musculus (m.) levator palpebrae superioris), a felső egyenes szemizom (m. rectus superior), a belső egyenes szemizom (m. rectus medialis), az alsó egyenes szemizom (m. rectus inferior) és az alsó ferde szemizom (m. obliquus inferior). A ganglion ciliarehoz futó ágán és a rövid ciliaris  idegeken (nervi ciliares breves) keresztül paraszimpatikus rostokkal beidegzi a következő belső szemizmokat: a pupilla szűkítő izom  (musculus constrictor pupillae iridis) és a sugártest izmai  (musculi ciliares). Így a nervus oculomotorius kizárólag mozgató ideg és a következő mozgásokat kontrollálja: a felső szemhéj emelése, a szemgolyó elfordítása fölfelé, lefelé és medialis irányba; a pupilla szűkítése; és a szem akkomodációja.

#### A közös szemmozgató ideg bénulása
Teljes bénulás esetén az érintett oldalon a ptosis teljes (a szem csukott és a beteg képtelen kinyitni), az érintett szem kifelé és lefelé helyezett (m. abducens túlsúly miatt), a pupilla tág, a direkt és az ellenkezö szemböl kiváltott indirekt pupilla reakció is kiesett.
A részleges bénulás gyakoribb, ennek során a pupillomotoros rostok nem, vagy alig érintettek. Ilyen paresisek diabeteses vagy vascularis encephalopathiában szenvedö betegeknél általában ictálisan (hirtelen, rohamokban) alakulnak ki és lassan, hetek-hónapok alatt remittálnak (enyhülnek, gyógyulnak).